# إدوين ديكين
إدوين ديكين (بالإنجليزية: Edwin Deakin)‏ هو رسام أمريكي، ولد في 21 مايو 1838 في شفيلد في المملكة المتحدة، وتوفي في 11 مايو 1923 في بيركيلي في الولايات المتحدة.

## معرض صور

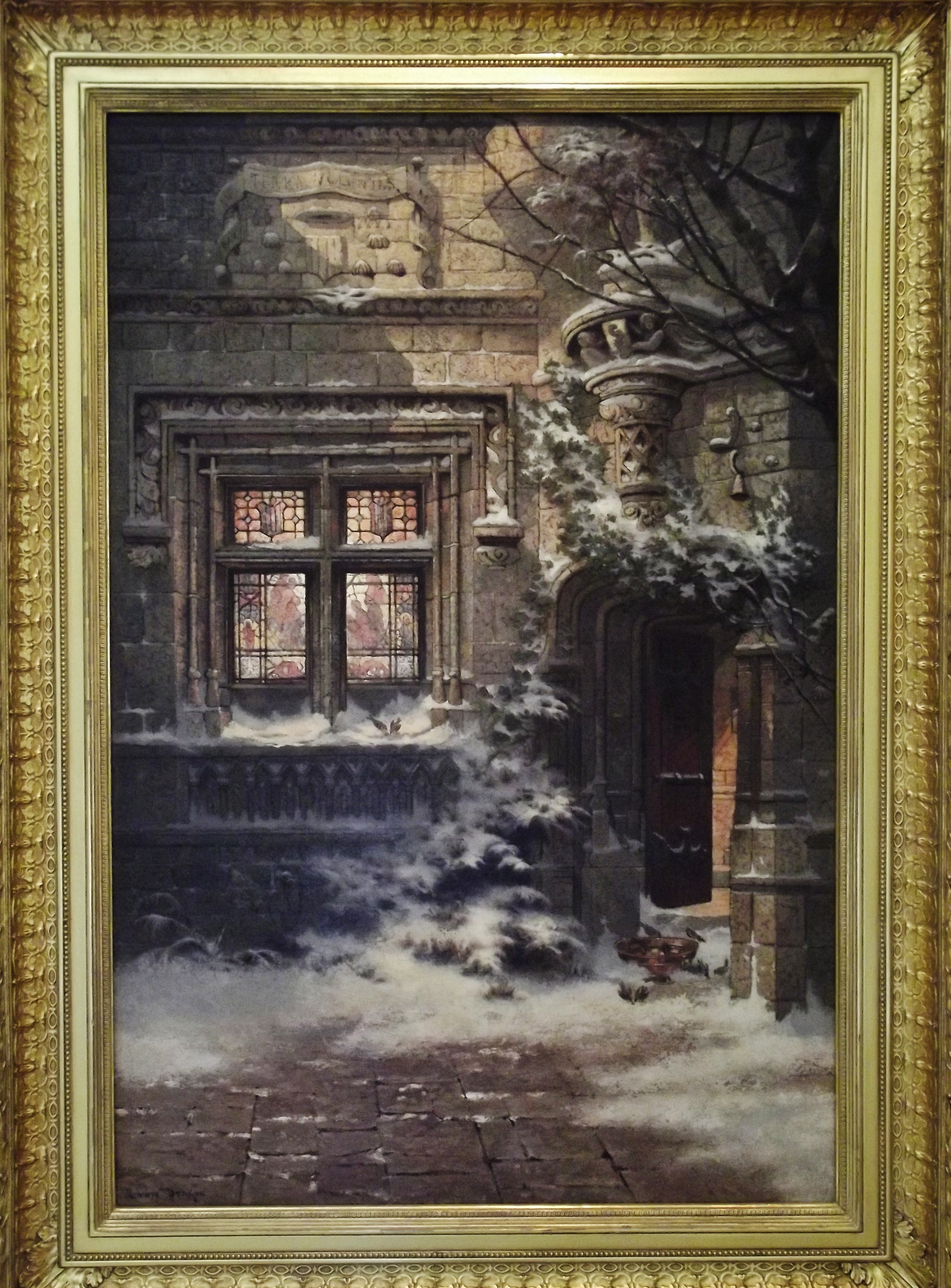
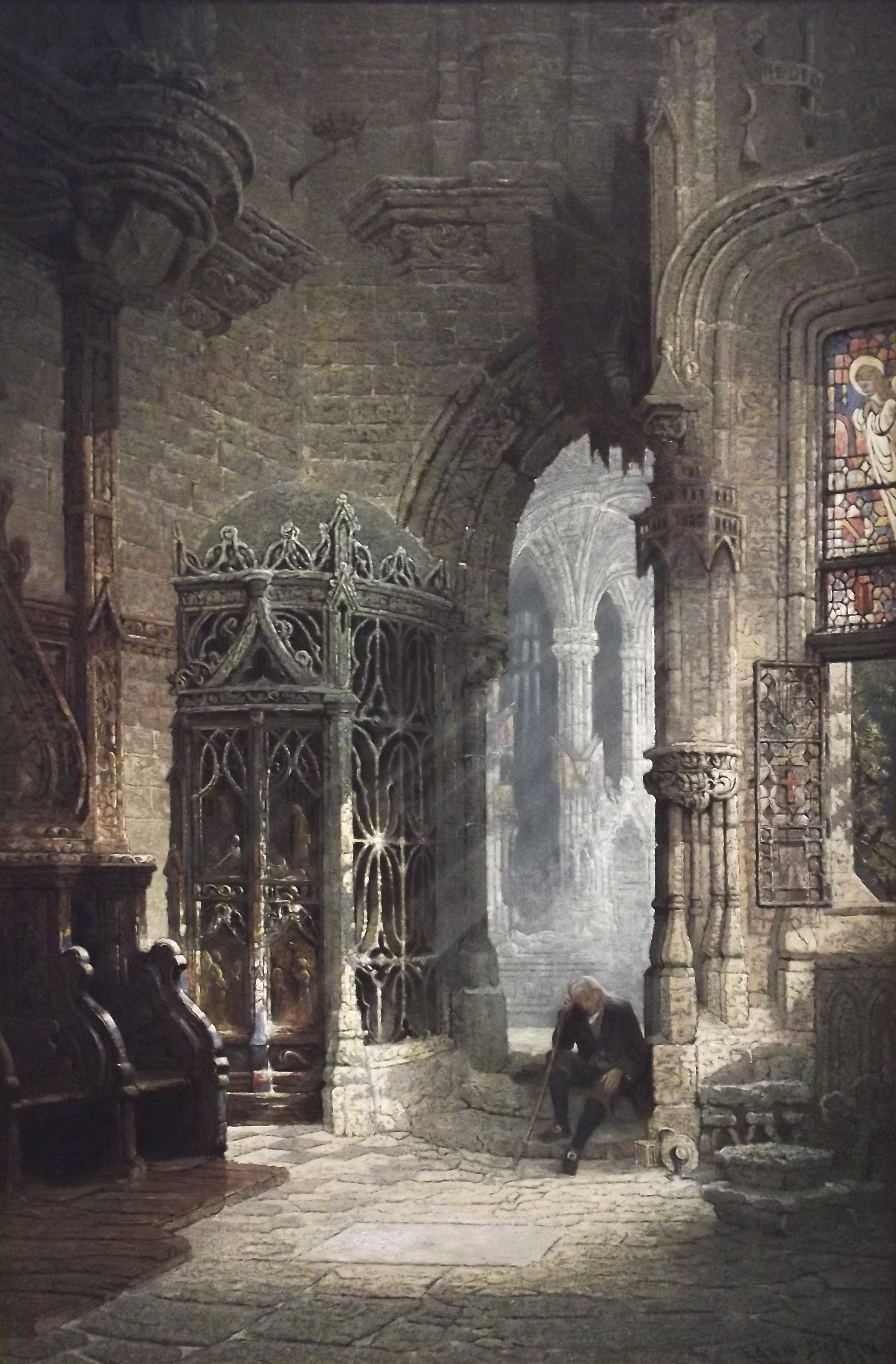
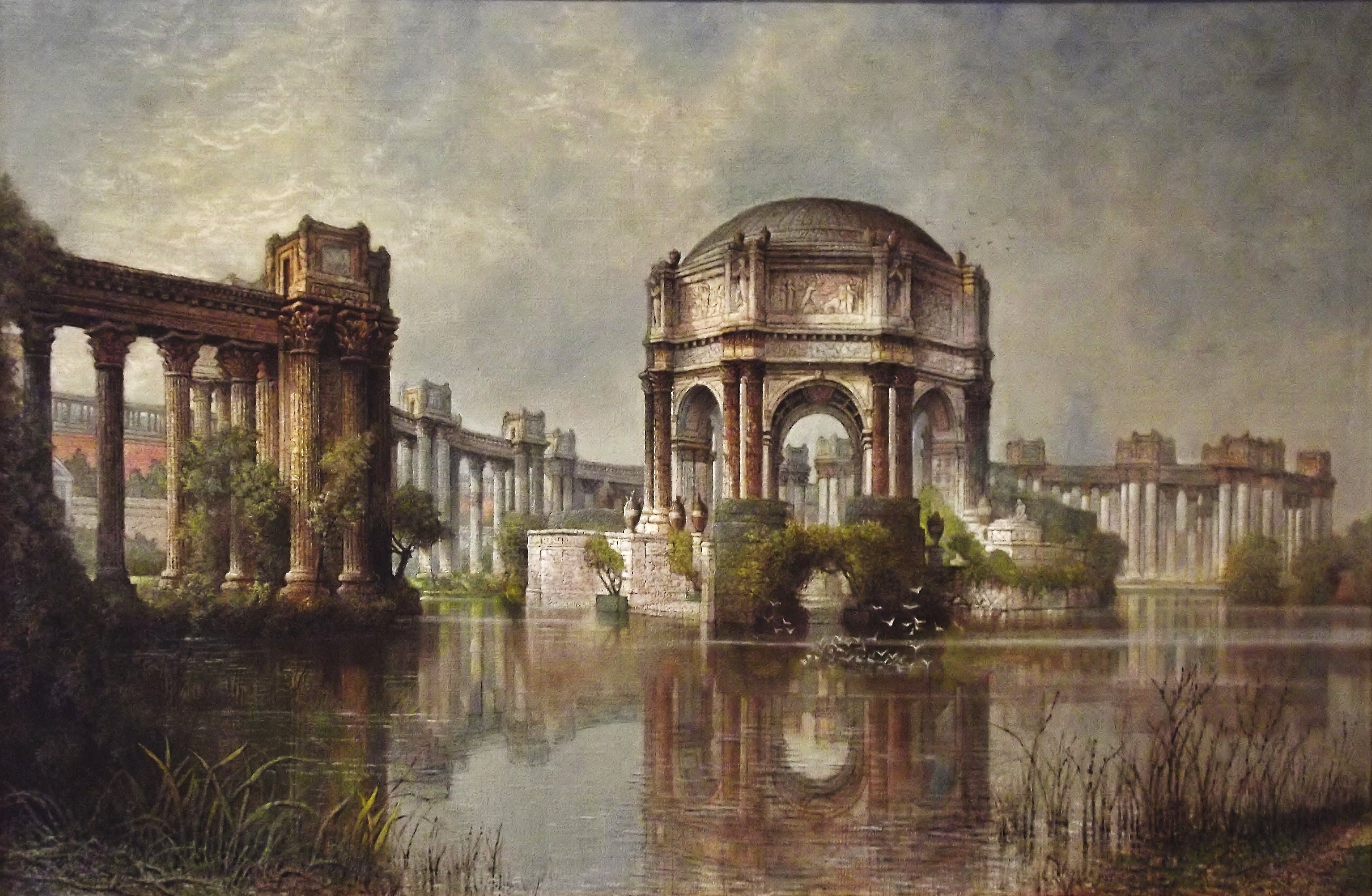
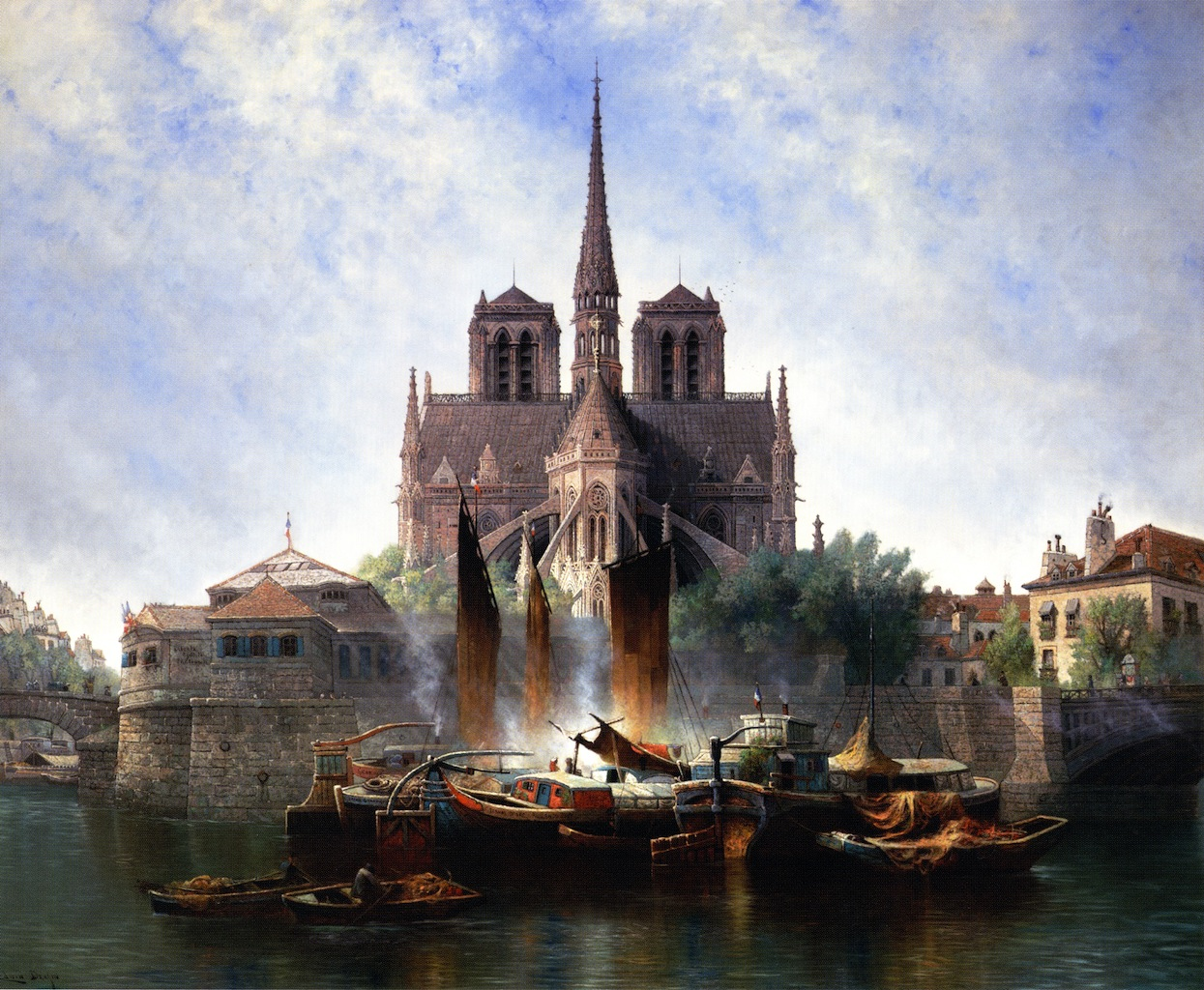